# Macrochytrium botrydioides
Macrochytrium botrydioides är en svampart som beskrevs av Minden 1902. Macrochytrium botrydioides ingår i släktet Macrochytrium och familjen Chytridiaceae.   Inga underarter finns listade i Catalogue of Life.